# Jon Hurwitz

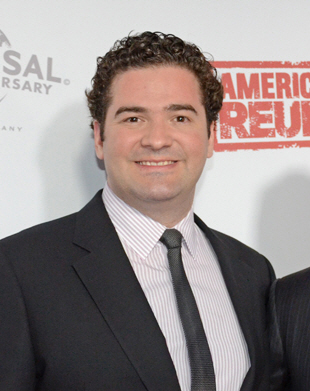
Jon Hurwitz (2012)

Jon Hurwitz (* 15. November 1977) ist ein Regisseur, Drehbuchautor und Filmproduzent, der vor allem mit Hayden Schlossberg zusammenarbeitet.

## Filmografie
Regisseur
- 2008: Harold & Kumar 2 – Flucht aus Guantanamo (Harold & Kumar Escape from Guantanamo Bay)
- 2012: American Pie: Das Klassentreffen (American Reunion)
- seit 2018: Cobra Kai

Drehbuchautor
- 2004: Harold & Kumar
- 2008: Harold & Kumar 2 – Flucht aus Guantanamo (Harold & Kumar Escape from Guantanamo Bay)
- 2011: Harold & Kumar – Alle Jahre wieder (A Very Harold & Kumar 3D Christmas)
- 2012: American Pie: Das Klassentreffen (American Reunion)
- seit 2018: Cobra Kai

Produzent
- 2018: Der Sex Pakt (Blockers)
- seit 2018: Cobra Kai (Executive Producer)
- 2021: Plan B